# Sita Buzăului
Sita Buzăului [ˈsita buˈsəului] (veraltet Sita Buzău ungarisch Szitabodza) ist eine Gemeinde im Kreis Covasna in der Region Siebenbürgen in Rumänien.

## Geographische Lage

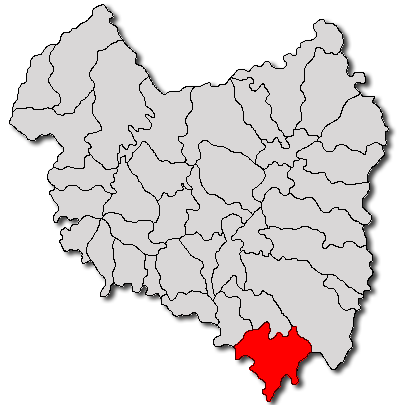
Lage der Gemeinde Sita Buzăului im Kreis Covasna

Die Gemeinde Sita Buzăului liegt in den Südostausläufern des Întorsura Gebirges – ein Teilgebirge der Ostkarpaten – im Süden des Kreises Covasna. Am Oberlauf des Buzău, der Mündung der Nationalstraße 13E in den Drum național 10 und der Bahnstrecke Brașov–Întorsura Buzăului, befindet sich das Gemeindezentrum vier Kilometer von der Kleinstadt Întorsura Buzăului (Bodsau) und etwa 45 Kilometer südöstlich von der Kreishauptstadt Sfântu Gheorghe (Sankt Georgen) entfernt.

## Geschichte
Der mehrheitlich von Rumänen bewohnte Ort Sita Buzăului wurde erstmals 1533 urkundlich erwähnt. Nach Angaben von Julius Teutsch, Fejérpataky László, Márton Roska u. a. wurden südlich des Gemeindezentrums am Bach Valea Cremenii und am Valea Chichereului auf dem Areal genannt Otacu, archäologische Funde, welche auf eine Besiedlung in die Altsteinzeit deuten, gemacht. Funde vom Gemeindegebiet aus diesem Zeitalter befinden sich im Museum in Brașov (Kronstadt). Auch im eingemeindeten Dorf Crasna (ungarisch Krásznatelep) wurden Funde aus der Römerzeit gemacht.
Zur Zeit des Königreichs Ungarn gehörte Dobârlău dem Stuhlbezirk Orbai in der Gespanschaft Háromszék (rumänisch Comitatul Trei-Scaune). Anschließend gehörte Micfalău dem historischen Kreis Trei-Scaune (deutsch Drei Stühle) und ab 1950 dem heutigen Kreis Covasna an.
Mitte 2019 wurde eine Erweiterung des Abwassernetzes des Gemeindezentrums und der eingemeindeten Dörfer Crasna und Zăbrătău (Zagoner Glashütte) entschieden.

## Bevölkerung
1850 lebten auf dem Gebiet der heutigen Gemeinde Sita Buzăului 1030 Einwohner. 1015 davon waren Rumänen und 15 waren Magyaren. Seitdem stieg die Bevölkerungsanzahl der Gemeinde stetig an, sodass 2002 die höchste Anzahl (4814) und gleichzeitig die der Rumänen (4805) ermittelt wurde. Die höchste Anzahl der Magyaren (99) wurde 1900, die der Roma (18) und der Rumäniendeutschen (12) 1956 registriert.
2011 waren von den 4584 Menschen auf dem Gemeindegebiet, 4525 Rumänen, fünf Magyaren, zwei Rumäniendeutsche und restliche machten keine Angabe zu deren Ethnie.

## Sehenswürdigkeiten
- Im Gemeindezentrum die Kirche Adormirea Maicii Domnului wurde 1862 an Stelle einer 1834 errichteten Holzkirche aufgebaut. Die übriggebliebenen Holzbalken wurden für die Errichtung eines Hauses mit zwei Zimmer verwendet, worin in einem die Dorfschule und in einem der Gemeinderat seinen Sitz hatte.[9] Des Weiteren das Kloster Schimbarea la Față wurde 1997 eingeweiht.[10]
- Die Gemeinde ist auch Ausgangspunkt zum Gebirgssee Lacul Vulturilor (⊙) und für den etwa 18 Kilometer (Luftlinie) südöstlich gelegenen Stausee Siriu (⊙) beide auf dem Gebiet der Kleinstadt Nehoiu im Kreis Buzău. Der Stausee hat eine Länge von etwa zehn Kilometer, dessen Staumauer wurde 1982 bis 1994 ohne Einsatz von Beton auf eine Länge von 600 Meter errichtet und ist etwa 100 Meter hoch.[10]